# 딥 러브
딥 러브(Deep Love)는 휴대폰 사이트에서 연재하고있는 소설가 Yoshi의 휴대폰 소설 시리즈이다.

## 소설
- 딥 러브 아유의 이야기 (2002년 12월 발행, 스타트 출판)
- 딥 러브 호스트 (2003년 5월 발행, 스타트 출판)
- 딥 러브 레이나의 운명 (2003년 7월 발행, 스타트 출판)
- 딥 러브 특별편 파오의 이야기 (2003년 7월 발행 스타트 출판)

## 평가
10대 여성을 중심으로 큰 지지를 모으고 서적이 대박 났음에도 불구하고, 문예 평론가들 사이에선 거의 묵살 상태가 계속되었다.